# Eurosport
 For alternative betydninger, se ESP.
Eurosport er en europæisk sports-satellit og kabel-netværk, tilgængelig i 59 lande og sendt på 20 forskellige sprog. Netværket er ejet og opereret af Warner Bros. Discovery.
Eurosport viser et varieret sportsudvalg som UEFA Champions League, UEFA Europa League fodbold, Dakar Rallyet, Monte Carlo Rallyet, og Olympiaden, cykelbegivenheder som Tour de France og Storbritanniens førende landevejs-cykelserie, tennisbegivenheder, der inkluderer French Open og Sony Ericsson WTA Tour, VM i snooker, Den Australske Fodbold Liga, vintersport, og yngre sportsgrene som skating og surfing. 